# 녹색당 그린즈 재팬
녹색당 그린즈 재팬(일본어: 緑の党グリーンズジャパン, 영어: Greens Japan)은 미도리의 미래를 모체로 하는 세계 각지에 있는 녹색당을 모델로 2012년 7월에 결성된 정당이다. 처음 창당 때의 명칭은 녹색당이었다.
당의 이념으로서 글로벌 그린즈의 6개의 목표인 "생태적 지혜, 사회 정의, 풀뿌리 민주주의, 비폭력 평화, 지속 가능성, 다양성의 존중"을 내걸고 이념에 찬성하는 일반 시민과 지방 의원, NPO, NGO 등과 연계 협력함으로써 지방 자치와 국정상에서 녹색 정치의 실현을 목표로 하고 있으며, 탈핵을 내세워 사실상 마찬가지로 탈원전을 목표로 시민 단체와의 협력을 모색하고 있다.
초록·니이가타 등 "녹색 정치 이념"을 공유하는 지역 독자적인 정치 단체(로컬 파티)와도 연계해 활동하고 있다. 그들의 정치 단체는 당 규약에 의한 녹색당 그린 무즈 재팬의 "지역 조직"로 규정돼 있다.
세계 녹색당의 국제 조직인 글로벌 그린즈에 가입했고, 나카자와 신이치 등에 의한 운동 단체 "그린 액티브"와도 협력 관계에 있다. 또한 일본의 기존 정당에 대해서는 "탈 원전을 실현하는 데 신뢰할 수 있는 기성 정당은 없다."이라며 비판적인 입장을 취하고 있다.
당의 제도가 공동 대표제와 임원의 절반 이상에 여성을 등용하는 쿼터제를 도입하는 등 다양성을 확보하는 동시에 균형을 고려한 것이다.
현재의 슬로건은 "시민에서 원전 제로 공정한 사회". 2012년 시점의 슬로건은 "에코로 페어에서 피슨 사회를 목표로 한다."

## 같이 보기
- 일본의 원자력 발전